# Кедрово (Вяземський район)
Кедро́во (рос. Кедрово) — село у складі Вяземського району Хабаровського краю, Росія. Адміністративний центр та єдиний населений пункт Кедровського сільського поселення.

## Населення
Населення — 111 осіб (2010; 207 у 2002).
Національний склад (станом на 2002 рік):
- росіяни — 85 %